# Tablice rejestracyjne w Polsce pod okupacją
Tablice rejestracyjne w Polsce pod okupacją – tablice rejestracyjne w Polsce w okresie II wojny światowej, pomiędzy wrześniem 1939 roku a 1944/1945 rokiem.

## 1. Tereny przyłączone do Niemiec
Bezpośrednio do Niemiec włączono województwa śląskie, pomorskie, poznańskie oraz zachodnie fragmenty woj. kieleckiego (tj. Zagłębie Dąbrowskie i okolice), zachodnie fragmenty woj. krakowskiego, część woj. łódzkiego z Łodzią, północno-zachodnią część woj. warszawskiego oraz Suwałki z woj. białostockiego. Po ataku Niemiec na ZSRR do III Rzeszy przyłączono także dawne woj. białostockie.
Tablice składały się z wyróżnika i następującego po nim ciągu cyfr arabskich. Miały tło białe, znaki i obramowanie czarne.
- DW – Gdańsk-Prusy Zachodnie (Danzig Westpreußen)
- P – Poznań (Posen)/Kraj Warty (Wartheland)
- I C – Prusy Wschodnie (Ostpreußen), od 1942 także Bezirk Bialystok
- I K – Śląsk (Schlesien)

Podział przedziałów cyfrowych pomiędzy powiaty:
Gdańsk-Prusy Zachodnie (Danzig Westpreußen) (DW):
Rejencja gdańska (Regiernungbezirk Danzig):
- DW 1 – 22 999 – Miasto Gdańsk (Danzig-Stadt)
- DW 23 000 – 27 999 – powiat gdański (Danzig)
- DW 28 000 – 39 999 – Miasto Gdynia (Gotenhafen)
- DW 40 000 – 51 999 – Miasto Elbląg (Elbing-Stadt)
- DW 52 000 – 56 999 – powiat elbląski (Elbing)
- DW 57 000 – 61 999 – powiat wejherowski (Neustadt)
- DW 62 000 – 66 999 – powiat kartuski (Karthaus)
- DW 67 000 – 71 999 – powiat kościerski (Berent)
- DW 72 000 – 76 999 – powiat chojnicki (Konitz)
- DW 77 000 – 81 999 – powiat starogardzki (Pr. Stargard)
- DW 82 000 – 86 999 – powiat tczewski (Dirschau)
- DW 87 000 – 91 999 – powiat nowodworski (Gr. Werder)

Rejencja kwidzyńska (Regierungsbezirk Marienwerder):
- DW 100 000 – 110 999 – powiat malborski (Marienburg)
- DW 110 000 – 116 999 – powiat sztumski (Stuhm)
- DW 117 000 – 124 999 – powiat kwidzyński (Marienwerder)
- DW 125 000 – 134 999 – powiat suski (Rosenberg)
- DW 135 000 – 144 999 – Miasto Grudziądz (Graudenz-Stadt)
- DW 145 000 – 152 999 – powiat grudziądzki (Graudenz)
- DW 153 000 – 160 999 – powiat wąbrzeski (Briesen)
- DW 161 000 – 168 999 – powiat brodnicki (Strasburg)
- DW 169 000 – 176 999 – powiat nowomiejski (Neumark)
- DW 177 000 – 184 999 – powiat rypiński (Rippin)
- DW 185 000 – 192 999 – powiat lipnowski (Lipno)

Rejencja bydgoska (Regierungsbezirk Bromberg):
- DW 200 000 – 204 999 – powiat bydgoski (Bromberg)
- DW 205 000 – 209 999 – powiat wyrzyski (Wirsitz)
- DW 210 000 – 214 999 – powiat sępoleński (Zempelburg)
- DW 215 000 – 219 999 – powiat tucholski (Tuchel)
- DW 220 000 – 224 999 – powiat świecki (Schwetz)
- DW 225 000 – 229 999 – powiat chełmiński (Kulm)
- DW 230 000 – 234 999 – powiat toruński (Thorn)
- DW 235 000 – 239 999 – Miasto Toruń (Thorn-Stadt)
- DW 240 000 – 244 999 – Miasto Bydgoszcz (Bromberg-Stadt)

Poznań (Posen)/Kraj Warty (Wartheland) (P):
- Brak danych co do dalszego podziału na powiaty.

Prusy Wschodnie (Ostpreußen) (I C):
- Brak danych co do dalszego podziału na powiaty.

Bezirk Bialystok (I C):
- Brak danych co do dalszego podziału na powiaty.

Śląsk (Schlesien) (I K):
- Brak danych co do dalszego podziału na powiaty.

## 2. Generalne Gubernatorstwo
Z terenów województw lubelskiego, warszawskiego (bez północno-zachodniej części), kieleckiego (bez zachodnich fragmentów), krakowskiego (bez zachodnich fragmentów), wschodniej części łódzkiego, zachodniej części lwowskiego z Rzeszowem, Tarnobrzegiem, lewobrzeżnym Przemyślem utworzono Generalne Gubernatorstwo – twór administracyjny będący pod okupacją Niemiec, gdzie zachowano namiastki polskich przepisów i instytucji. Teren GG podzielono na cztery dystrykty (warszawski, krakowski, lubelski i radomski). Po ataku Niemiec na ZSRR 1 sierpnia 1941 r. utworzono dystrykt galicyjski z siedzibą we Lwowie.
Na terenie tzw. Generalnego Gubernatorstwa wprowadzono od lutego 1940 r. tablice odpowiadające wymiarami, barwami, wzorem i krojem czcionki tablicom niemieckim. Stosowane były dla samochodów (w tym nielicznych traktorów) i motocykli. Miały tło białe, znaki i obramowanie czarne.
Budowa:
- od lutego 1940 do 31.12.1942 r.: litery Ost + cyfry (4, 5 lub 6 cyfr); pierwsza cyfra oznaczająca dystrykt. Jedynie pojazdy należące do rządu GG miały od 1 do 3 cyfr.
- od 1.01.1943 r. do lata 1944/stycznia 1945 r., tj. do końca okupacji niemieckiej: rzymska cyfra od I do V oznaczająca dystrykt, litery Ost + cyfry (4, 5, lub 6 cyfr). Jedynie pojazdy należące do rządu GG miały od 1 do 3 cyfr.

W czasie wojny na terenach okupacji niemieckiej (w tym w Generalnym Gubernatorstwie) każdy samochód i motocykl dopuszczony do ruchu przez Niemców musiał mieć na rejestracji przybite czerwone V.
Przedziały cyfrowe dla dystryktów:
1.02.1940 r. – 31.12.1942 r.:

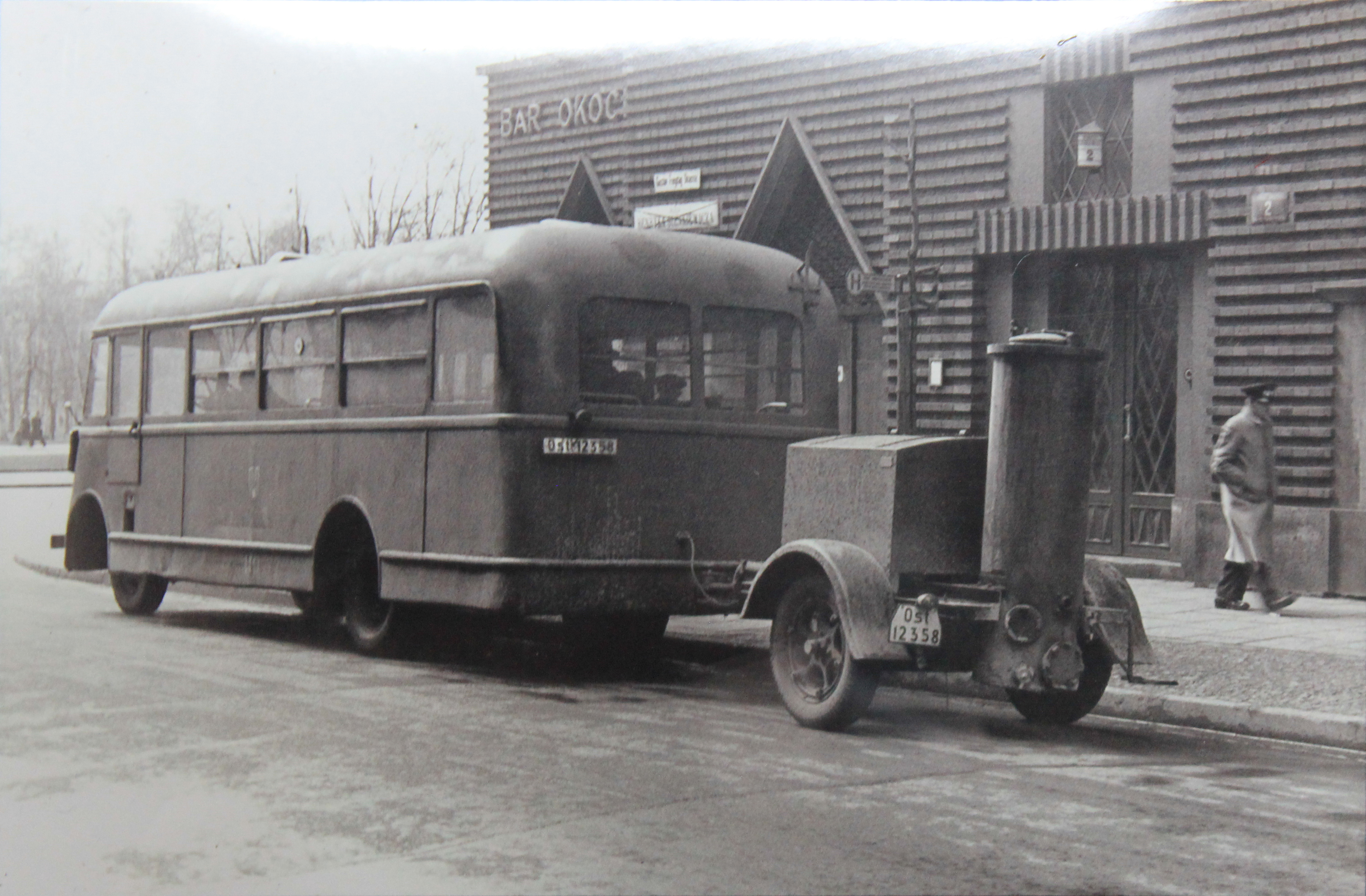
Autobus napędzany gazem drzewnym nr rej. Ost 12358 w Krakowie

- Ost 1–999 – pojazdy służbowe Generalnego Gubernatora i jego urzędu
- Ost 1000–2999 – dystrykt krakowski
- Ost 3000–4999 – dystrykt lubelski
- Ost 5000–6999 – dystrykt radomski
- Ost 7000–9999 – dystrykt warszawski

Brak danych co do dalszego podziału przedziałów cyfrowych na powiaty.
Ww. przedziały wprowadzono w grudniu 1939 r. z mocą obowiązującą od 1.02.1940 r.
Jednakże w 1940 lub 1941 wprowadzono dalsze przedziały, niestety co do nich brak danych. Jedynie wiadomo, że przedział tablic:
- Ost 112 000–112 999 – dystrykt Galicja z siedzibą we Lwowie

natomiast
- Ost 121 000–121 999 – prawdopodobnie dystrykt krakowski

1.01.1943 r. – lato 1944/styczeń 1945, tj. do końca niemieckiej okupacji:
Dystrykt krakowski (Distrikt Krakau) (I Ost):
- I Ost 1 – 35 000 – Miasto Kraków (Krakau-Stadt) (w tym numery 1-999 zarezerwowane dla pojazdów rządu Generalnego Gubernatorstwa)
- I Ost 35 001 – 65 000 – powiat dębicki (Debica)
- I Ost 65 001 – 100 000 – powiat jarosławski (Jaroslau)
- I Ost 100 001 – 130 000 – powiat jasielski (Jaslo)
- I Ost 103 001 – 180 000 – powiat krakowski (Krakau-Land)
- I Ost 180 001 – 200 000 – powiat krośnieński (Krosno)
- I Ost 200 001 – 240 000 – powiat miechowski (Miechow)
- I Ost 240 001 – 255 000 – powiat nowotarski (Neumarkt-Dunajec)
- I Ost 255 001 – 285 000 – powiat nowosądecki (Neu-Sandez)
- I Ost 285 001 – 315 000 – powiat rzeszowski (Reichshof)
- I Ost 315 001 – 335 000 – powiat przemyski (Przemysl)
- I Ost 335 001 – 355 000 – powiat sanocki (Sanok)
- I Ost 355 001 – 390 000 – powiat tarnowski (Tarnow)

Dystrykt lubelski (Distrikt Lublin) (II Ost):
- II Ost 1000 – 15 000 – Miasto Lublin (Lublin-Stadt)
- II Ost 15 001 – 30 000 – powiat bialski (Biala Podlaska)
- II Ost 30 001 – 50 000 – powiat biłgorajski (Bilgoraj)
- II Ost 50 001 – 75 000 – powiat chełmski (Chelm)
- II Ost 75 001 – 95 000 – powiat hrubieszowski (Hrubieszow)
- II Ost 95 001 – 115 000 – powiat janowsko-kraśnicki (Janow-L./Krasnik)
- II Ost 115 001 – 130 000 – powiat krasnostawski (Krasnystaw)
- II Ost 130 001 – 160 000 – powiat lubelski (Lublin-Land)
- II Ost 160 001 – 185 000 – powiat puławski (Pulawy)
- II Ost 185 001 – 210 000 – powiat radzyński (Radzyn)
- II Ost 210 001 – 235 000 – powiat zamojski (Zamosc)

Dystrykt radomski (Distrikt Radom) (III Ost):
- III Ost 1000 – 15 000 – Miasto Radom (Radom-Stadt)
- III Ost 15 001 – 20 000 – Miasto Kielce (Kielce-Stadt)
- III Ost 20 001 – 35 000 – Miasto Częstochowa (Tschenstochau-Stadt)
- III Ost 35 001 – 60 000 – powiat buski (Busko)
- III Ost 60 001 – 80 001 – powiat starachowicki (Starachowice)
- III Ost 80 001 – 100 000 – powiat jędrzejowski (Jedrzejow)
- III Ost 100 001 – 120 000 – powiat kielecki (Kielce-Land)
- III Ost 120 000 – 135 000 – powiat konecki (Konskie)
- III Ost 135 001 – 170 000 – powiat opatowski (Opatow)
- III Ost 170 001 – 185 000 – powiat piotrkowski (Petrikau)
- III Ost 185 001 – 220 000 – powiat radomski (Radom-Land)
- III Ost 220 001 – 245 000 – powiat radomszczański (Radomsko)
- III Ost 245 001 – 280 000 – powiat tomaszowski (Tomaszow-Maz.)

Dystrykt warszawski (Distrikt Warschau) (IV Ost):
- IV Ost 1000 – 130 000 – Miasto Warszawa (Warschau-Stadt)
- IV Ost 130 001 – 145 000 – powiat garwoliński (Garwolin)
- IV Ost 145 001 – 160 000 – powiat grójecki (Grojec)
- IV Ost 160 001 – 185 000 – powiat łowicki (Lowitsch)
- IV Ost 185 001 – 195 000 – powiat miński (Minsk-Maz.)
- IV Ost 195 001 – 205 000 – powiat ostrowski (Ostrow-Maz.)
- IV Ost 205 000 – 220 000 – powiat siedlecki (Siedlce)
- IV Ost 220 001 – 245 000 – powiat sochaczewski (Sochaczew)
- IV Ost 245 001 – 265 000 – powiat sokołowski (Sokolow)
- IV Ost 265 001 – 315 000 – powiat warszawski (Warschau-Land)

Dystrykt galicyjski z siedzibą we Lwowie (Distrikt Galizien) (V Ost):
- V Ost 1000 – 40 000 – Miasto Lwów (Lemberg-Stadt)
- V Ost 40 001 – 70 000 – powiat brzeżański (Brzezany)
- V Ost 70 001 – 115 000 – powiat czortkowski (Czortkow)
- V Ost 115 001 – 130 000 – powiat drohobycki (Drohobycz)
- V Ost 130 001 – 150 000 – powiat kałuski (Kalusz)
- V Ost 150 001 – 170 000 – powiat kamionecki (Kamionka-Strumilowa)
- V Ost 170 001 – 210 000 – powiat kołomyjski (Kolomea)
- V Ost 210 001 – 270 000 – powiat lwowski (Lemberg-Land)
- V Ost 270 001 – 285 000 – powiat rawski (Rawa-Ruska)
- V Ost 285 001 – 310 000 – powiat samborski (Sambor)
- V Ost 310 001 – 355 000 – powiat stanisławowski (Stanislau)
- V Ost 355 001 – 385 000 – powiat stryjski (Stryj)
- V Ost 385 001 – 430 000 – powiat tarnopolski (Tarnopol)
- V Ost 430 000 – 455 000 – powiat złoczowski (Zloczow)

Pojazdy niemieckiego wojska, służb, instytucji (np. kolej, poczta, Niemiecki Czerwony Krzyż itp.) miały tablice z innymi specjalnie określonymi dla nich wyróżnikami + 5 lub 6 cyfr:, tj.
- WH – Wehrmacht,
- WL – Luftwaffe,
- WM – Kriegsmarine,
- MG – dowództwo wojskowe w Generalnej Guberni,
- SS (stylizowane litery) – formacja SS,
- Pol – Policja,
- RP – Poczta Niemiecka,
- DR – Kolej Niemiecka,
- RK – Niemiecki Czerwony Krzyż,
- OT – Organizacja Todt,
- RAD – Niemiecka Służba Pracy.

## 3. Tereny przyłączone do ZSRR
Do ZSRR przyłączono tereny województw stanisławowskiego, tarnopolskiego, wołyńskiego, poleskiego, nowogródzkiego, wileńskiego (bez Wilna) i okolic, białostockiego (bez Suwałk), wschodnią część woj. lwowskiego ze Lwowem i prawobrzeżnym Przemyślem. 21 lipca 1940 do ZSRR włączono także Wileńszczyznę jako część Litewskiej SRR. Po ataku Niemiec na ZSRR w 1941 tereny te znalazły się pod okupacją niemiecką. W 1944 ponownie zostały zajęte przez Armię Czerwoną, natomiast 16 sierpnia 1945 większa część tych ziem (bez większości województwa białostockiego i części województw poleskiego i lwowskiego) została włączona w skład ZSRR.
Tablice składały się z wyróżnika składającego się z dwóch liter i dwóch par cyfr oddzielonych myślnikiem. Miały tło czarne, znaki białe.
- ?? – obwód baranowicki
- ?? – obwód białostocki
- ?? – obwód brzeski
- ШБ – obwód drohobycki
- ?? – obwód grodzieński
- ФК, АЕ – obwód lwowski
- ФБ – obwód rówieński
- ФВ – obwód stanisławowski
- ?? – obwód tarnopolski
- ?? – obwód wilejski
- ФЖ – obwód wołyński
- ЛЛ – Litewska SRR (od 08.1940)

## 4. Tereny włączone do Litwy
Do Litwy przyłączono Wilno i okolice. 21 lipca 1940 Wilno, jak i cała Litwa, zostało włączone do ZSRR jako Litewska SRR.
Tablice składały się z wyróżnika i ciągu cyfr. Tablice miały postać czarnych znaków na białym tle.
- Šv – powiat nowoświęciański
- ? – powiat olkienicki
- V – miasto Wilno
- Vi – powiat wileński

## 5. Tereny włączone do Słowacji
Do Słowacji przyłączono skrawki Podhala, Spiszu i Orawy.
Tablice były w prostej linii kontynuacją tablic czechosłowackich. W ich skład wchodziła litera S jako wyróżnik Słowacji i 5-cyfrowy numer. Tablice miały postać białych znaków na czarnym tle.
Dnia 22 czerwca 1941 Niemcy dokonały ataku na ZSRR, w wyniku czego wschodnia część II RP znalazła się pod okupacją niemiecką. Województwo białostockie zostało bezpośrednio anektowane w skład III Rzeszy jako Bezirk Bialystok, wschodnią część woj. lwowskiego oraz woj. stanisławowskie i tarnopolskie włączono do GG jako dystrykt galicyjski, województwa wołyńskie i poleskie stały się częścią Komisariatu Rzeszy Ukraina, a województwa wileńskie, nowogródzkie i poleskie stały się częścią Komisariatu Rzeszy Wschód.

## 6. Komisariat Rzeszy Ukraina (RKU, RU)
Komisariat Rzeszy Ukraina dzielił się na 6 okręgów-generalnych (Wołyń i Podole, Żytomierz, Kijów, Mikołajów, Dniepropietrowsk, Krym-Tauryda).
W okresie 1941–1942 wyróżnik literowy stanowiły litery RKU, a w latach 1942–1944 RU.
Podział przedziałów cyfrowych tablic RU pomiędzy powiaty należące do „okręgu-generalnego Wołyń i Podole” (Generalbezirk Wolhynien und Podolien) (między innymi powiaty z polskich Kresów Wschodnich):
- RU 1 – 300 – Równe – tylko pojazdy Komisarza Rzeszy
- RU 100 001 – 102 000 – powiat antoniński (Antoniny)
- RU 102 001 – 104 000 – powiat barski (Bar)
- RU 104 001 – 107 000 – powiat brzeski (Brest Litowsk)
- RU 107 001 – 110 000 – powiat dubieński (Dubno)
- RU 110 001 – 112 000 – powiat dunajowiecki (Dunajewzy)
- RU 112 001 – 114 000 – powiat horochowski (Gorochow)
- RU 114 001 – 116 000 – powiat jarmoliński (Jarmolinzy)
- RU 116 001 – 118 000 – powiat koszyrski (Kamen Koschirsk)
- RU 118 001 – 120 000 – powiat kamieniecki (Kamenez Podolsk)
- RU 120 001 – 122 000 – powiat kobryński (Kobryn)
- RU 122 001 – 124 000 – powiat kostopolski (Kostopol)
- RU 124 001 – 127 000 – powiat kowelski (Kowel)
- RU 127 001 – 130 000 – powiat krzemieniecki (Kremienez)
- RU 130 001 – 132 000 – powiat latyczowski (Letischew)
- RU 132 001 – 134 000 – powiat lubomelski (Luboml)
- RU 134 001 – 137 000 – powiat łucki (Luzk)
- RU 137 001 – 140 000 – powiat piński (Pinsk)
- RU 140 001 – 143 000 – powiat płoskirowski (Proskurow)
- RU 143 001 – 148 000 – powiat rówieński (Rowno)
- RU 148 001 – 150 000 – powiat sarneński (Sarny)
- RU 150 001 – 152 000 – powiat zasławski (Saslaw)
- RU 152 001 – 154 000 – powiat szepetowski (Schepetowka)
- RU 154 001 – 156 000 – powiat starokonstantynowski (Staro Konstantinow)
- RU 156 001 – 158 000 – powiat stoliński (Stolin)
- RU 158 001 – 160 000 – powiat włodzimierski (Wladimir Wolynsk)

## 7. Komisariat Rzeszy Wschód (tablice RO)
Komisariat Rzeszy Wschód dzielił się na 4 okręgi (Estonii, Łotwy, Litwy i Białorusi).
Wyróżniki okręgów (1941-1942):
- Est – Okręg Estonii
- LS – Okręg Łotwy
- LT – Okręg Litwy
- ? – Okręg Białorusi

Podział przedziałów cyfrowych pomiędzy okręgi (1942-1944):
- RO 10 000 – 29 999 – Okręg Estonii
- RO 30 000 – 49 999 – Okręg Łotwy
- RO 50 000 – 69 999 – Okręg Litwy
- RO 70 000 – 89 999 – Okręg Białorusi

Być może przedział tablic RO 1-9999 zarezerwowany dla pojazdów Komisarza Rzeszy Wschód.
Brak dalszego podziału ww. przedziałów na powiaty. Tereny przedwojennych województw wileńskiego i nowogródzkiego zostały przyłączone do Okręgu Litwy i Okręgu Białorusi.